# Relations entre le Bhoutan et Israël

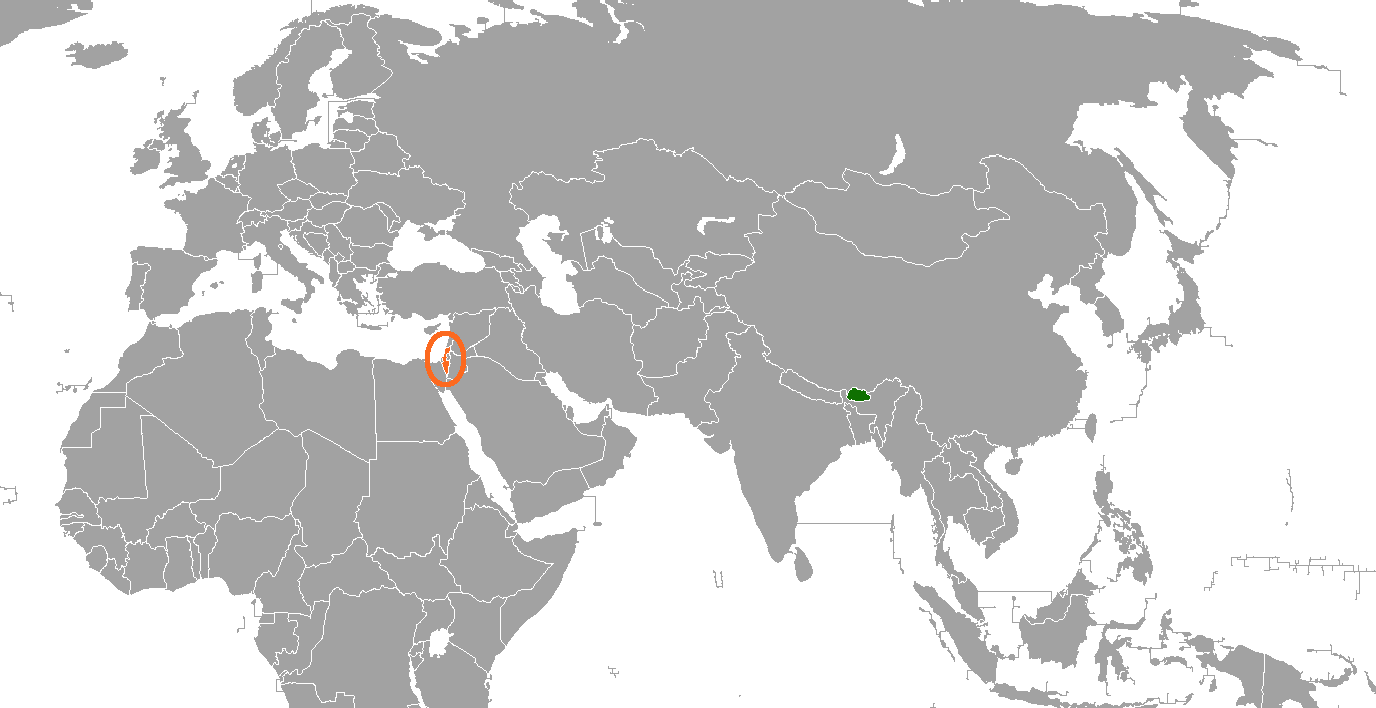
Carte localisant Israël et le Bhoutan.

Les relations entre Israël et le Bhoutan sont officielles depuis le 12 décembre 2020.